# Kup Jugoslavenskog nogometnog saveza 1927
La Kup Jugoslavenskog nogometnog saveza 1927., in serbo Куп Југословенског фудбалског савеза 1927. (in italiano Coppa della Federcalcio jugoslava 1927), fu la quarta ed ultima edizione della Kup kralja Aleksandra, competizione riservata alle rappresentative delle 7 sottofederazioni calcistiche che componevano la Federazione calcistica della Jugoslavia (organizzatrice del torneo) al tempo.
La Zlatni pehar (Coppa d'oro) era stata consegnata definitivamente l'anno precedente alla rappresentativa di Zagabria, vincitrice di tre edizioni consecutive, per questo motivo era stato messo in palio un nuovo trofeo.
Si disputò dal 24 luglio, con le gare del primo turno, al 18 settembre 1927, con la finale a Belgrado.
La rappresentativa di Spalato era composta esclusivamente dai giocatori del Hajduk.

## Risultati

### Quarti di finale
La JNS ha deciso di far disputare la gara Spalato–Subotica a Zagabria per motivi economici. La rappresentativa spalatina, in disaccordo con la decisione, non si è presentata alla partita, quindi è stata data la vittoria a tavolino a Subotica.
| Zagabria 24 luglio 1927 | Spalato XI | 0 – 3 A tavolino | Subotica XI |  |

| Arbitro: | Ivo Babić (Zagabria) |

|                                                                                              |           |                              |
| Dragićević 11’, 48’ Hrnjiček 25’ Sotirović 33’, 65’ M. Joksimović 37’, 66’ B. Marjanović 82’ | Marcatori | 43’ Vanek 75’ (rig.) V. Götz |

| Arbitro: | Stanojlo Joksić (Belgrado) |

|                       |           |                                                                          |
| Andučić 35’ Sivek 69’ | Marcatori | 21’ N. Babić 43’ Martinović 68’ B. Zinaja 82’ Perška 88’ (aut.) Bančević |

### Semifinali
| Arbitro: | Adolf Jelačić (Osijek) |

|                                                                    |           |  |
| B. Marjanović 1’ Najdanović 28’ Bek 30’ (rig.) Stojanović 48’, 79’ | Marcatori |  |

| Arbitro: | Božo Nedoklan (Spalato) |

|                                  |           |                                                      |
| Cindrić 15’, 24’ Perška 32’, 70’ | Marcatori | 11’ Horvat 34’ (rig.) Kovač 80’ Varga 80’, 87’ Becić |

### Finale
| Arbitro: | Adolf Jelačić (Osijek) |

| |            |                                                                            |
| Joksimović 26’ Luburić 63’ Dragičević 81’                                                                      | Marcatori  |                                                                            |
| Gligorijević Ivković Mitrović Arsenijević Marinković Popović B. Marjanović Joksimović Luburić Dragičević Giler | Formazioni | Šifliš Beleslin Weiss Kopilović Held Orđog Kikić Kovač Becić Horvat Inotai |

## Marcatori
|    | Giocatore          | Squadra     | Reti |
| -- | ------------------ | ----------- | ---- |
| 1° | Milorad Dragičević | Belgrado XI | 3    |
|    | Momčilo Joksimović | Belgrado XI | 3    |
|    | Emil Perška        | Zagabria XI | 3    |